# La Petite vendeuse de soleil
La Petite vendeuse de soleil  es una película del año 1998.

## Sinopsis
En Dakar, la venta ambulante de periódicos siempre ha sido una actividad reservada a los chicos, pero una mañana, Sili, la pequeña mendiga, lo pone en duda. Debe tener entre 10 y 13 años de edad y vive en la calle desplazándose con la ayuda de muletas. Pide en el mismo lugar donde los chicos venden los periódicos. Pero hoy, estos la agraden con violencia y rueda por el suelo. Está decidido. Ella también venderá periódicos, como todo el mundo.

## Premios
- Namur IFF 1999
- Los Angeles Pan African FF 2000
- International Biennal for Film Music 1999
- Chicago International children FF 2000
- Castellinaria IFF Young Cinema 1999
- Aspen Shortsfest 2000